# Kurt Hilbert
Kurt R. Hilbert est un avocat américain, très proche du Parti républicain et de Donald Trump. Dans les années 2000-2020, il exerce dans la région d'Atlanta aux États-Unis. Il se présente comme spécialité du contentieux (des affaires, de l'immobilier et de la construction), des fraudes, de la législation privée internationale, le règlement extrajudiciaire des différends, de l'Arbitrage et la médiation, avec comme spécialité : Médiateur agréé.
Il s'est fait connaitre du grand public par son implication dans le scandale électoral Trump-Raffensperger en assistant Donald Trump (avec trois autres avocats : Cleta Mitchell, Rudy Giuliani et Alex Kaufman), le 2 janvier 2021, dans une tentative de pression sur l'État de Géorgie visant à fausser les résultats du vote de l'élection présidentielle américaine de 2020, au profit de Donald Trump,,, Hilbert était présent lors de l'appel téléphonique entre Trump et le secrétaire d'État de Géorgie Brad Raffensperger,,.

## Enfance, éducation
Kurt Hilbert a fréquenté l'École de droit de l'université Northwestern.

## Formation
En 1997, il obtient un baccalauréat ès arts en sciences politiques (avec mention) à l'université Northwestern. Il poursuit sa formation en Droit dans ce qui était alors la Northwestern University School of Law. Puis il passe un an à l'université d'Oxford.

## Carrière
En 2001, il obtient un doctorat en droit et assiste le juge Frank Eldridge de la Cour d'appel de Géorgie.
En 2002, il obtient sa licence d'avocat .
Il travaille ensuite dans le cabinet d'avocats fondé par son père à Roswell en Géorgie : Hilbert Law Firm, LLC.

Admis à exercer en Géorgie depuis lors, il est aussi habilité à exercer devant les tribunaux de district des États-Unis (pour les districts du nord et du milieu de la Géorgie), devant les tribunaux de faillites des États-Unis (pour les districts du nord et du milieu de la Géorgie) et devant la Cour suprême des États-Unis.
Il a une certifications spéciales de la Cour suprême de l'AG / Bureau de règlement des différends pour la médiation et l'arbitrage.
Bar / Activité professionnelle :
Admission Pro Hack Vice au Kansas et en Caroline du Sud
Cour suprême des États-Unis, 2019

Domaines de pratique juridique :
- Contentieux des affaires (40 %),
- Immobilier : Affaires (20 %),
- Contentieux du travail : Défense (10 %),
- Droit constitutionnel (10 %),
- Contentieux civil : Défense (10 %),
- Affaires / Entreprise (10 %)

Kurt Hilbert a représenté des demandeurs et la défense dans des affaires de violations de contrat, de différends entre actionnaires et autres parties, de pratiques commerciales déloyales, de manquements aux obligations fiduciaires, d'expulsions commerciales, de titres de propriété discrets, de zonage et de fraude à l'hypothèque. 
Dans le domaine de la construction, il a travaillé sur des affaires de différends entre propriétaires et locataires, de contestations de privilèges, de désaccords relatifs à des contrats de construction, condominiums…
En termes de transactions, il a travaillé sur des achats/ventes dans l'immobilier commercial et résidentiel. IL a fait des fusions-acquisitions, des créations d'entités juridiques, du franchisage, des contrats de coentreprises, de licence et de financement par emprunt ou actions.

## Implication dans le Scandale électoral Trump-Raffensperger (janvier 2021)
Kurt Hilbert a commenté (le lundi qui a suivi la réunion téléphonique organisée par Donald Trump le samedi) : « Nous sommes déçus que le secrétaire d'État (de Géorgie) et son personnel aient secrètement enregistré et publié une discussion confidentielle de règlement pour régler deux poursuites en cours (…) Même s'ils pensent que ce comportement est approprié, nous ne le faisons pas (…) Par conséquent, nous ne commenterons pas les discussions de ce règlement ».

## Auteur
En 2007, il tient une chronique éditoriale juridique intitulée Legal-Ease, pour The Roswell Beacon, un hebdomadaire (et magazine en ligne) d'actualités locales, d'événements sportifs, commerciaux et communautaires, publié par John Fredericks, un résident de Roswell. Le journal a fait faillite en 2011.
En 2019, il est co-rédacteur (en aout et novembre respectivement) de deux mémoires d'Amicus curiae (amicus curiae signifie en latin Ami de la Cour) de type amicus brief (un type de mémoire, ayant le droit latin pour origine et retenu par le droit anglo-saxon dans certains pays. Il est rédigé par une personne ou un organisme supposé non directement lié aux protagonistes d'une affaire judiciaire. Il propose au tribunal des informations ou des opinions susceptibles de l'aider à trancher l'affaire, un témoignage non-sollicité par une des parties, ou un document traitant d'un sujet en rapport avec le cas ; la décision de retenir ou non ce mémoire est à la discrétion du tribunal).
- le premier mémoire d'Amicus curiae porte spécifiquement sur une législation sur l'action différée pour les immigrations d'enfants (DACA) soutenue par D. Trump et contestée par l'ONG National Association for the Advancement of Colored people, et d'autres. Ce mémoire amicus brief fait suite au fait qu'en 2016, la Cour avait confirmé une décision du Cinquième Circuit déclarant que deux politiques d'application discrétionnaire du département de la Sécurité intérieure (DHS) dont une extension de la politique DACA, étaient probablement illégales[14]. En septembre 2017, le DHS ayant considéré que la politique DACA originale était illégale (et serait probablement annulée par les tribunaux) a décidé de supprimer cette politique. 
Dans ce mémoire, Kurt Hilbert et son associé Kelly H Brolly soutiennent que cette politique était légale, et que les tribunaux devraient revenir sur leur jugement[15] ;
- le second mémoire d'Amicus curiae est co-rédigé avec Kimberly S. Hermann et Anna Celia Howard de la Southeastern Légal Foundation (SLF). La SLF une entité fondée en 1976 qui se présentant comme Centre national de droit et de politique d'intérêt public à but non lucratif et « qui milite pour les libertés individuelles constitutionnelles, un gouvernement limité et la libre entreprise »). 
Dans ce mémoire, les trois auteurs soutiennent que les lois fédérales sur le contrôle de l'immigration (qui seront renforcées par la politique de Donald Trump) qui forcent les États (dans cette affaire, c'est la Californie qui est principalement attaquée, par le Gouvernement) à partager toute l'information dont ils disposent sur les migrants[16].

## Récompenses, distinctions
Pour son efficacité et sa probité éthique, il a été bien noté par des évaluations faites par les pairs (AV Preeminent, Martindale-Hubbell et Avvo, système supposé sélectionner les 100 meilleurs professionnels de chaque État dans chaque catégorie de pratique (capacité juridique et normes éthiques générales),.

 En 2015-2020, il est classé Meilleur avocat/cabinet d'avocats pour le comté de North Fulton, en Géorgie et Legal Leaders pour 2014-2020 (Wall Street Journal, 2014), et reconnu 2016 Business Person of Excellence par la Chambre de commerce du North Fulton.